# Żółw zatokowy
Żółw zatokowy (Lepidochelys kempii) – krytycznie zagrożony wyginięciem gatunek gada z rodziny żółwi morskich (Cheloniidae). Często jego kolisty karapaks jest szerszy niż dłuższy. Tak jak wszystkie żółwie z nadrodziny Chelonioidea, również składa jaja na suchym lądzie, a ich liczba dochodzi do 300 sztuk. Występuje głównie na zachodzie Atlantyku, choć spotykany jest również u wybrzeży Afryki i Morza Śródziemnego. Rzadko kiedy schodzi głębiej niż na 50 metrów. Głównymi przyczynami spadku wielkości populacji są zbieranie jaj oraz kłusownictwo. Jednak wiele organizacji pracuje nad jego ochroną i zniwelowaniem niebezpieczeństw na niego czyhających.

## Etymologia i taksonomia nazwy
Łaciński epitet gatunkowy odnosi się do Richarda Kempa, który dostarczył pierwszy okaz Samuelowi Garmanowi z Uniwersytetu Harvarda, zaś polska nazwa gatunkowa pochodzi od miejsca występowania tych żółwi – Zatoki Meksykańskiej. Żółw zatokowy jest jednym z dwóch gatunków rodzaju Lepidochelys oraz jednym z sześciu obecnie żyjących przedstawicieli rodziny Cheloniidae.

## Anatomia
Żółw zatokowy to najmniejszy z sześciu gatunków, obecnie żyjących, żółwi morskich. Jego karapaks mierzy zazwyczaj 58–70 cm długości, choć czasami zdarzają się osobniki o karapaksie dochodzącym nawet do 75 cm. Żółw ten waży zazwyczaj 36–45 kg, rzadko 50 kg. Pancerz dorosłych osobników ma taką samą szerokość, co długość. Jego kolor zmienia się znacznie w trakcie rozwoju, od szaroczarnego na obu częściach u młodych, do jasnoszarooliwkowego karapaksu i kremowobiałego lub żółtawego plastronu u osobników dorosłych. Gatunek ten ma dwie pary łusek przedczołowych na głowie, pięć tarczek kręgowych oraz pięć par tarczek żebrowych. Na jego karapaksie znajduje się 12 par tarczek krawędziowych. Każde połączenie karapaksu z plastronem pokrywa 5 łusek, na każdej z nich znajduje się ujście przewodu wyprowadzającego gruczołu Rathkego, produkującego prawdopodobnie feromony. Pod względem wielkości i ubarwienia obie płcie wyglądają podobnie. U samców występują jednak typowe dla żółwi morskich drugorzędowe cechy płciowe, m.in. dłuższy ogon, czy mocno wykrzywione pazury.

## Występowanie
Żółwie zatokowe występują jedynie w wodach przybrzeżnych zachodniego Meksyku i Stanów Zjednoczonych, od Tamaulipas do Nowej Anglii. Jednak pojedyncze osobniki zauważono również w Maroku, nieopodal Azorów i w Morzu Śródziemnym. Głównym miejscem składania jaj są plaże Rancho Nuevo, Tepehuajes i Tordo del Barra w meksykańskim stanie Tamaulipas, gdzie 95% światowej populacji żółwi zjawia się co rok, aby zapoczątkować następne pokolenia. Czasem także żółwie wybierają plaże stanu Veracruz i Teksasu, jednak ich liczba jest znacznie mniejsza. Sporadycznie także odnotowuje się gniazdowanie w Północnej i Południowej Karolinie oraz na Florydzie.

## Rozmnażanie
Nie wiadomo dokładnie w jakim wieku żółwie zatokowe dojrzewają płciowo, zazwyczaj przyjmuje się od 7 do 15 roku życia. Liczba samic wychodzących na plaże w sezonie godowym jest różna i często bardzo zmienna – w zależności od lat i warunków. Przykładowo w 1947 roku aż 89 tysięcy samic składało jaja, a w latach 80 XX wieku liczba ta zmalała do około tysiąca. Sezon godowy i czas składania jaj trwają od kwietnia do września, choć niekiedy okres ten jest znacznie krótszy i zaczyna się w lipcu. Dorosłe żółwie parzą się z dala od brzegu, ponieważ przeszkadzają im duże fale przybrzeżne. Po udanej kopulacji samica wychodzi na brzeg by złożyć jaja. W przeciwieństwie do pozostałych żółwi morskich odbywa się to również podczas dnia, a nie tylko w nocy. Samica jest w stanie założyć od 2 do 3 gniazd, składając w każdym do 100 jaj. Zazwyczaj po około 50–60 dniach, młode wychodzą masowo ze swoich gniazd by udać się w stronę morza. Młode żółwie mają około 3,5–4 cm i ważą 14–16 g. 
Żółwie zatokowe znane są z fenomenu zwanego z hiszpańskiego przybyciem (arribadas). Zachowanie to polega na jednoczesnym, zsynchronizowanym przybyciu wielu setek (a nawet tysięcy) ciężarnych samic na kilka konkretnych plaż położonych w regionie Indo-Pacyfiku i zachodniego Atlantyku w krótkim odstępie czasu w celu złożenia jaj. Naukowcy nie są do końca pewni co nakłania żółwice do masowych wędrówek. Być może ma na nie wpływ odpowiedni cykl księżyca, różnica pomiędzy przypływami i odpływami lub obecność żółwich feromonów. Arribadas zostało zaobserwowane tylko u żółwi z rodzaju Lepidochelys.

## Środowisko życia
Dorosłe żółwie zatokowe przez większość czasu przebywają w stosunkowo płytkich wodach o błotnistym lub piaszczystym dnie, gdzie polują na swoją ulubioną zdobycz, kraby i inne skorupiaki. Czasem także żywią się rybami, mięczakami, a nawet meduzami. W przeciwieństwie do żółwia oliwkowego nie lubią schodzić głębiej niż na 50 m. Żółwice pomiędzy kolejnymi gniazdowaniami odbywają migracje, choć dużo krótsze niż inne żółwie morskie, które przemierzają nawet ponad 20 tysięcy kilometrów. Dzięki założeniu odpowiednich nadajników, naukowcy dowiedzieli się, że samice w poszukiwaniu pożywienia odbywają wędrówki od Półwyspu Jukatan do Florydy, lub nawet dużo dalej na północ. Nie wypuszczają się jednak często na zbyt głębokie wody, z braku odpowiedniego z dla nich pokarmu.
Młode żółwie, żyją w innym środowisku niż dorosłe. Od razu po wykluciu małe żółwie kierują się w kierunku morza, by dopłynąć do głębokich otwartych wód. Młode muszą płynąć szybko, aby uniknąć pożarcia przez wodnych drapieżników, takich jak rekiny i inne duże ryby. Dowodem na prawdziwość tej tezy jest między innymi mała liczba niedojrzałych żółwi w płytkich, przybrzeżnych wodach. Większość z nich pozostaje prawdopodobnie w obrębie Zatoki Meksykańskiej, choć niektóre osobniki prąd zanosi aż do wód zachodniego Atlantyku. Młode osobniki są często widziane w pobliżu skupisk wodorostów i gronorostów, które mogą im służyć za schronienie lub nawet pokarm. Według Collarda i Ogrena (1990), młode osobniki pozostają tam do czasu osiągnięcia około 20 cm długości, czyli około 2 lat, by potem udać się podobnie jak dorosłe osobniki w obszary płytszych wód stref Zatoki Meksykańskiej.

## Wielkość populacji
Żółwie zatokowe doświadczyły dużego spadku wielkości „arrabidas”. Amatorskie wideo z 1947 roku ukazuje ogromne skupisko żółwi na plaży nieopodal Rancho Nuevo, obliczane na około 42 tysiące samic gniazdujących tam w ciągu jednego dnia. Film ten dostarcza dowodów na wczesne istnienie handlu jajami żółwia zatokowego. Przedstawia on duże grupy ludzi chodzących po plaży i odkopujących żółwie gniazda, by dobrać się do jaj. Dzięki przeprowadzonym później dochodzeniom wiadomo, że kłusownicy opróżnili ponad 80% gniazd, co daje około 33 tysiące jajek, które przetransportowano do miejscowych wsi.
Dzięki temu filmowi można było również zmierzyć spadek populacji żółwi zatokowych. Dwadzieścia lat po jego nakręceniu ich populacja spadała poniżej 5 tysięcy sztuk. W latach 1978–1991 tylko 200 żółwic wychodziło na brzeg, by złożyć jaja na plaży Rancho Nuevo. Obecnie ich liczba zwiększa się, jednak w wolnym tempie. W 2000 roku zanotowano ponad 2 tysiące żółwic na plaży Rancho Nuevo i około 1000 pojedynczych sztuk poza „arribadas”. Liczba ta wciąż rosła, w 2001 roku obliczono ich liczbę na 3600 sztuk, a w 2003 było już prawie 8 tysięcy gniazdujących żółwic. W 2006 roku zanotowano rekordową liczbę gniazd od 1978 roku. Zliczono wtedy aż 12 143 gniazda, z czego 7866 na plaży Rancho Nuevo. W Teksasie w latach 2002–2006 odkryto jedynie 251 gniazd, w tym 102 w 2006 roku. Rok później było ich jednak już 127, między innymi w Padre Island National Seashore, a w 2008 roku naliczono aż 204.

## Zagrożenia i ochrona
Największym zagrożeniem dla żółwi zatokowych było zbieranie jaj przez handlarzy, jednak w 1966 roku większość plaży lęgowych objęto ochroną. Innymi dużymi zagrożeniami są między innymi kłusownicy zabijający żółwie dla skorup oraz kutry rybackie wyposażone w nieodpowiednie sieci, w które żółwie się zaplątują i toną. Kolejnym, choć już mniejszym niebezpieczeństwem, jest zaśmiecanie wód odwiedzanych przez te żółwie. Bardzo często żółwie omyłkowo traktują plastikową torbę jako meduzę, co zazwyczaj powoduje ich śmierć poprzez uduszenie. Wciąż także ubożsi mieszkańcy meksykańskiego wybrzeża uznają żółwie za pokarm i polują na nie.
Żółwie zatokowe są chronione przez różne międzynarodowe organizacje, traktaty i porozumienia. Są to między innymi:
- I i II Aneks Konwencji o ochronie wędrownych gatunków dzikich zwierząt (CMS),
- II Aneks dotyczący Obszarów Szczególnie Chronionych oraz Dzikiej Przyrody (SPAW) z protokołu Konwencji Kartagińskiej.

W Stanach Zjednoczonych gatunek ten chronią ustawy Międzyamerykańskiej Konwencji do spraw Ochrony i Zachowania Żółwi Morskich (IAC) – jest to jedyny międzynarodowy traktat dotyczący jedynie żółwi. Wszystkie te organizacje i ustawy mają na celu zredukowania lub wyeliminowania gróźb czyhających na żółwie morskie. W 1989 roku ustanowiono zakaz wyłapywania żółwi ze środowiska naturalnego. Nakazano także używanie bezpieczniejszych dla żółwi sieci ze specjalnymi otworami. Także rządy Ameryki i Meksyku uznały żółwia zatokowego za krytycznie zagrożonego i objęły go ochroną, by pomóc we wzroście jego populacji.
Po raz pierwszy gatunek Lepidochelys kempii został uznany przez IUCN za zagrożony wyginięciem w 1982 roku. Decyzja ta była popierana przez kolejne uaktualnienia w 1986, 1988, 1990 i 1994 roku. W 1996 status ten został podniesiony do krytycznie zagrożonego.
Po katastrofie ekologicznej platformy Deepwater Horizon w 2010 roku prowadzonych jest wiele badań na żółwiu zatokowym, między innymi na obecność w jego organizmie różnych izotopów węgla i azotu. Bada się również potencjalny wpływ neurotoksyn na różne parametry jego zdrowia, m.in. zawartość cholesterolu, wolnych rodników tlenowych oraz różnych typów białek we krwi, a także rozmiary karapaksu.